# Onda di tempesta

Effetti di un'onda di tempesta.

Un'onda di tempesta è un sollevamento notevole del livello del mare sul litorale, causato dai venti di una depressione importante che spinge sull'entroterra la superficie dell'oceano o di un lago.
Ne risulta un innalzamento forte e rapido del livello dell'acqua. Esso può essere accentuato della depressione centrale del sistema nuvoloso — causando un trasporto di Ekman —, così come dalla forma del fondale marino. In generale questo fenomeno è associato ai cicloni tropicali, ma si può anche verificare in caso di forti depressioni a latitudini medie, soprattutto quando queste si sviluppano rapidamente nella stagione invernale.

## Meccanismo

Diagramma della formazione di un'onda di tempesta da un ciclone tropicale.

Propagazione di un'onda modificata dalla forma del fondale.

Vi sono generalmente cinque fattori che contribuiscono alle onde di tempesta:
1. Il vento: l'aria agisce per frizione sulla superficie del mare, creando l'accumulo di acqua nelle zone sotto vento, che è inversamente proporzionale alla profondità e direttamente proporzionale alla distanza. Il vento è il principale fattore nella creazione di onde di tempesta[2].
2. La pressione centrale: la pressione è più debole al centro della depressione, dato che la colonna d'aria vi esercita un peso minore rispetto all'esterno della depressione. Per uguagliare le pressioni, il livello del mare sarà più elevato al centro della depressione. Empiricamente, per stimare il peso della bassa pressione nella formazione di un'onda di tempesta si considera che si ha 1 cm sopra al livello della marea per ogni hectopascal sotto alla pressione atmosferica normale di 1013 hPa. Ad esempio, nel caso dell'uragano Juan, la variazione dovuta alla pressione centrale di 974 hPa contribuiva per 39 cm sui 150 cm dell'onda di tempesta registrata ad Halifax (Canada).
3. La rotazione terrestre: la forza di Coriolis devia il movimento dei venti attorno ad una depressione, creando un'onda per trasporto di Ekman che si somma a quella creata dalla pressione.
4. La profondità del fondale marino: in una baia o dove il fondale marino è poco profondo, il volume d'acqua trasportato dall'onda rimane uguale, ma la altezza del livello dell'acqua si alza sotto forma di marea o di onde. Se la pendenza del fondale è ripida, l'onda di tempesta entrerà poco nelle terre, ma creerà delle onde importanti. All'inverso, una pendenza lieve della crosta continentale farà sì che il mare entri più lontano rispetto alla costa, ma con onde basse[3].
5. La marea: l'effetto della marea si somma a quello dell'onda di tempesta. Le onde di tempesta sono particolarmente pericolose quando avvengono in congiunzione con l'alta marea. Una previsione del livello che potrebbe raggiungere la marea di tempesta, così come la sua durata, dipende dalla sincronizzazione dei due fenomeni.

Strutture rigide (dighe, moli) possono ampliare localmente gli effetti delle tempeste interferendo con le onde.

## Storia
Numerosi casi di antiche maree improvvise sono documentate. La maggior parte di esse non somigliano a degli tsunami, ma si parla a volte di "tsunami meteorologici" per indicarle.
In Olanda e in Germania vi sono episodi di Mandränke, Mandrenke o Grote Mandränke  in alto-tedesco: sono inondazioni devastanti avvenute fra il 1362 ed il 1634, che hanno modificato tratti di costa del mare del Nord (come nel Schleswig-Holstein) verso il mar Baltico. Più recentemente, l'inondazione catastrofica del 1953 è stata il risultato di un'onda di tempesta.
Il delta del Mississippi perde diversi metri all’anno dagli anni 1930, a causa della congiunzione di onde di tempesta, della fragilizzazione o della distruzione degli ecosistemi litoranei e delle zone umide, e di una subsidenza del suolo in parte dovuta all'attività petrolchimica.

## Previsioni

Modellazione della formazione e dello spostamento dell'onda di tempesta da un ciclone tropicale nel Golfo del Messico.

La modellazione dei fenomeni atmosferici e la simulazione permettono di prevedere i luoghi colpiti ed i possibili effetti delle onde di tempesta, in particolare per quanto riguarda i rischi di sommersione marina, di distruzione di infrastrutture portuali e di erosione del litorale. Questi effetti hanno concause e sono più forti sulle coste sedimentarie, laddove l'effetto della risacca e delle maree è più forte. I modelli possono anche integrare dati sull'aumento del livello del mare, la diminuzione degli apporti sedimentari fluviali.
Unicamente per i cicloni tropicali, la seguente formula permette di rapidamente stimare l'altezza potenziale di un'onda di tempesta: {\displaystyle S_{p}=(0,070*\Delta P)*F_{S}*F_{M}}.
Dove, {\displaystyle S_{p}} è il livello dell'onda di tempesta in metri; {\displaystyle \Delta P} è la differenza di pressione con la pressione minima {\displaystyle P_{0}} tale che {\displaystyle \Delta P=1010-P_{0}}; {\displaystyle F_{S}} è il shoaling factor, fattore di correzione che dipende dalla batimetria dei luoghi, che aumenta con i fondali piatti e poco profondi; {\displaystyle F_{M}} è il fattore di correzione proporzionale alla velocità di spostamento dell'uragano.
Questa formula mette in evidenza che le onde di tempesta sono più alte quando l'uragano si sposta rapidamente su acque poco profonde. Un modello più preciso viene usato dal National Hurricane Center, lo SLOSH (Sea, Lake, and Overland Surges from Hurricanes).

## Prevenzione

### Allerte meteorologiche
Quando vi è un elevato rischio di onde di tempesta, i servizi meteorologici emettono allerte. Depressioni importanti e cicloni tropicali sono seguiti ed i loro effetti potenziali costantemente monitorati per poter anticipare o semplicemente stimare l'altezza di onde di tempesta. Paesi particolarmente vulnerabili, come i Paesi Bassi, gli USA, il Canada, la Gran Bretagna e la Francia, hanno un tale sistema di prevenzione.

### Protezioni artificiali
Paratie e dighe sono state erette per contrastare, in certi paesi, l'effetto distruttivo delle onde di tempesta. Nei Paesi Bassi, queste sono state costruite a seguito dell'inondazione del 1953; le opere maggiori sono Oosterscheldekering e Maeslantkering. La barriera del Tamigi ha uno scopo simile.